# Эшменейкино
Эшмене́йкино (чув. Эшменушкăнь) — деревня в Шумерлинском районе Чувашской республики. До 2021 года входила в состав Юманайского сельского поселения до его упразднения.

## География
Находится в западной части Чувашии на расстоянии приблизительно 20 км на северо-восток по прямой от районного центра города Шумерля.

## История
Известна с 1795 года, когда здесь было отмечено 26 дворов и 97 жителей. В 1897 году учтено было 42 двора и 222 жителя, в 1926 50 и 233 соответственно, в 1939 248 человек, в 1979 156. В 2002 году отмечен 31 двор, в 2010 25 домохозяйств. В советское время работал колхоз «Уравăш», позднее СХПК им. Чапаева.

## Население
Население составляло 84 человека (чуваши 100 %) в 2002 году, 83 в 2010.